# Robert Symmer
Robert Symmer FRS (* 1707; † 1763) war ein schottischer Philosoph und Physiker, der insbesondere durch seine Zweiflüssigkeits-Theorie der Elektrizität (Fluidumshypothese) bekannt wurde.

## Leben

### Symmers Theorie
1759 veröffentlichte Symmer, ein Fellow der Royal Society seinen ersten und wohl zugleich auch einzigen Beitrag über sein Verständnis von Elektrizität in Philosophical Transactions of the Royal Society, einer von der Royal Society herausgegebenen Fachzeitschrift. Diese Abhandlung mit dem Titel New Experiments and Observations concerning Electricity erschien dort in vier Teilen mit den Titeln
- Of the Electricity of the Human Body and the Animal Substances Silk and Wool (Februar 1759, S. 340–347)
- Of the Electricity of Black and White Silk (Mai 1759, S. 348–358)
- Of Electrical Cohesion (Juni 1759, S. 359–370)
- Of Two Distinct Powers in Electricity (Dezember 1759, S. 371–389).

Die darin im Wesentlichen gemachte Behauptung war, dass Elektrizität nicht als einzelne Kraft erscheint, wie die Anhänger von Benjamin Franklin und Giambatista Beccaria glaubten, sondern in zwei gleichen, getrennten, antagonistischen Kräften, die wahrscheinlich in zwei verschiedenen und gegengewichtigen Flüssigkeiten verkörpert sind.
Ausgangspunkt dieser Theorie war seine Feststellung, dass sich zwei Mangelgebiete abstoßen: Als er zwei Paar übereinander getragene Seiden- und Wollstrümpfe beobachtete, stellte Symmer fest, dass sich auch die beiden „negativ“ geladenen Strümpfe gegenseitig abstoßen. Dass zwei Mangelzustände aber eine Kraft aufeinander ausüben, ließ sich mit dem Franklinschen Modell nicht verstehen. Wegen seiner darauf folgenden Angewohnheit, die getragenen Socken an Gegenständen zu reiben, erhielt er den Spitznamen „The Barefoot Philosopher“.
Obwohl seine Theorie in England keine Beachtung fand, erhielt seine Ansicht im Ausland Zustimmung: Mitte des 18. Jahrhunderts waren die meisten Elektrizitätsforscher wie Jean-Antoine Nollet, Franz Ulrich Theodor Aepinus, Johan Carl Wilcke,  Anton Brugmans (1732–1789) oder Torbern Olof Bergman in Europa Anhänger der Theorie der dualistischen Elektrizität, die Symmer als Restaurator, oder sogar als Erfinder, der Zwei-Flüssigkeiten-Theorie (Two-fluid Theory) betrachteten. Von anderen wurde seine Theorie als eine Wiederbelebung der Theorie von Charles du Fay angesehen, der 1733 von zwei Arten der Elektrizität ausging und diese als Glaselektrizität (électricité vitreuse) und Harzelektrizität (électricité résineuse) bezeichnete.

### Kritik an Symmers Theorie
Moderne Wissenschaftshistoriker sind, was Symmers Bedeutung angeht, teilweise sehr kritisch. Der Wissenschaftshistoriker I. Bernard Cohen, einer der angesehensten zeitgenössischen Kenner Franklins, äußert in seinem Buch Franklin and Newton: An Inquiry into Speculative Newtonian Experimental Science and Franklin's Work in Electricity as an Example thereof (1956) Unverständnis darüber, dass Symmers restauratorischen Experimente überhaupt Beachtung fanden. In manchen Lehrbüchern der Physik dagegen wird die dualistische Fluidumstheorie nur mit dem Namen Symmer verknüpft.
Ein Grund für die negative Sicht auf Symmers Bedeutung liegt darin, dass die meisten Berichte über Elektrizität im 18. Jahrhundert von Joseph Priestleys The History and Present State of Electricity (1767) abstammen, die zwar die dualistische Position fair behandelte, andererseits aber keine Gelegenheit zur Verhöhnung Symmers ausließ. Allerdings trug insbesondere Mathurin-Jacques Brisson durch seine ungenaue französische Übersetzung von Priestley und durch die darin enthaltene Diskrepanz zwischen der verhöhnenden Behandlung Symmers im englischen Original und seiner milderen Darstellung im französischen Histoire de l’électricité zum Beachten der Theorie Symmers bei.